# 贝恩旧宅
36°3′50.7″N 120°19′17.5″E / 36.064083°N 120.321528°E
贝恩旧宅是位于中国山东省青岛市市南区江苏路8号的一座住宅，始建于1900年，最初为德国商人罗兰德·贝恩的住宅，现为青岛市公安局市南分局江苏路派出所办公楼，为市南区一般不可移动文物。

## 历史
贝恩旧宅初建于1900年，为德商顺和洋行（F. Schwarzkopf & Co.）董事罗兰德·贝恩（德語：Roland Behn）的住宅，广包公司（F. H. Schmidt）承建。该楼初建之时仅有东半部分，约1903-1904年间全部建成。1913年，贝恩离开青岛，将该楼卖给前津浦铁路北段总办李德顺。部分资料将该楼与俄侨古西那辽瓦（Kosynaleva）联系在一起，并称其为“古西那辽瓦住宅”。1945年11月，国军第八军进驻青岛，军长李弥于1946年购得此住宅用以居住（另有说法称李弥在青岛的住宅是江苏路1号），1949年被青岛市人民政府没收充公。1950年代初至1965年，此处曾为中国民主同盟青岛支部所在地。1963年，青岛市计量标准局迁入该楼，1980年改称青岛市标准计量局，1992年改称青岛市技术监督局，后迁出此楼。该楼后来改为青岛市质量技术监督局市南分局办公楼。2000年，该建筑以“古西那辽瓦住宅旧址”之名列入第一批青岛市历史优秀建筑。2012年11月6日，该建筑列入市南区未核定为文物保护单位的不可移动文物（一般不可移动文物）名录。2022年9月，青岛市公安局市南分局江苏路派出所搬迁至此处。

## 建筑特色

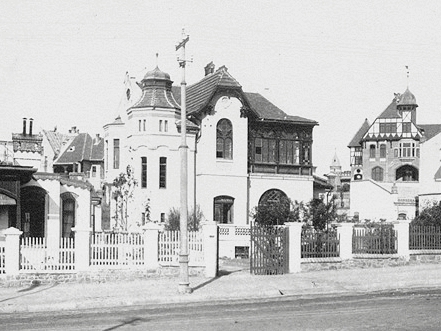
贝恩住宅旧影

贝恩旧宅占地1026.67平方米，建筑面积为571.47平方米，平面大致为矩形，砖石结构，地上2层，地下1层，附设阁楼。外墙由花岗岩砌墙基，窗户多为券窗。建筑主入口位于临街的东侧，上方设木制雨棚，最上方的檐口起山墙，并起挑檐。建筑东南角建有六角塔楼，顶部为盔状塔顶。东立面二楼北侧原设有青岛早期建筑常见的木制阳台。南、北两立面顶部起三角形山墙，南立面二楼设挑窗。屋顶为红瓦坡屋顶，其所使用的红色牛舌瓦样式比较少见。楼内层高约4米，铺设长条木质地板与护墙板。
贝恩旧宅为欧洲十九世纪复古风格建筑在青岛的典型代表之一，其样式、装饰手法在德国本土较为常见，体现了德国本土的建筑流派风潮。